# يهوذا فولكمان
موسى يهوذا فولكمان (بالإنجليزية: Judah Folkman)‏ (24 فبراير 1933 - 14 يناير 2008) يعرف بأنه عالم أمريكي معروف لأبحاثه حول تكوين الأورام، وهي العملية التي يجذب بها الورم الأوعية الدموية لتغذية نفسه والحفاظ على وجوده. أسس مجال أبحاث تكوين الأوعية، مما أدى إلى اكتشاف عدد من العلاجات القائمة على تثبيط أو تحفيز الأوعية الدموية.